# Греко-латинский квадрат
Гре́ко-лати́нский квадра́т, или э́йлеров квадра́т, — квадрат N×N в каждой клетке которого стоят 2 числа от 1 до N так, что выполняются следующие условия:
1. В каждой строке и столбце каждая цифра встречается один раз на первом месте в паре, и один раз на втором.
2. Каждая цифра стоит в паре с каждой другой цифрой и с самой собой по одному разу.

Такие квадраты, как видно из названия, тесно связаны с латинскими квадратами, для которых выполняется лишь первое правило, и в каждой ячейке которого стоит только одно число. Само название и тех и других квадратов пошло от Эйлера, который использовал вместо цифр греческие и латинские буквы.
Греко-латинский квадрат можно рассматривать как наложение двух ортогональных латинских квадратов.
Пример
| a | b | c | d |
| b | a | d | c |
| c | d | a | b |
| d | c | b | a |

| α | β | γ | δ |
| γ | δ | α | β |
| δ | γ | β | α |
| β | α | δ | γ |

| aα | bβ | cγ | dδ |
| bγ | aδ | dα | cβ |
| cδ | dγ | aβ | bα |
| dβ | cα | bδ | aγ |
| -- | -- | -- | -- |

## История
Занимаясь греко-латинскими квадратами, Эйлер без труда выяснил, что квадратов второго порядка не существует, затем он построил квадраты порядков 3, 4, и 5. Квадрата 6-го порядка ему обнаружить не удалось, и Эйлер высказал гипотезу, что квадратов с порядком вида {\displaystyle N=4k+2} не существует (например, порядка 6, 10, 14 и т. д.). В 1901 году гипотеза Эйлера была доказана для {\displaystyle N=6} французским математиком Гастоном Тарри, который перебрал все возможные варианты такого квадрата. Однако в 1959 году гипотеза была опровергнута двумя индийскими математиками —  Р. К. Боузом и С. С. Шриханде, обнаружившими при помощи ЭВМ квадрат порядка 22, и американским математиком Э. Т. Паркером, который нашёл квадрат 10-го порядка.
| 00 | 47 | 18 | 76 | 29 | 93 | 85 | 34 | 61 | 52 |
| 86 | 11 | 57 | 28 | 70 | 39 | 94 | 45 | 02 | 63 |
| 95 | 80 | 22 | 67 | 38 | 71 | 49 | 56 | 13 | 04 |
| 59 | 96 | 81 | 33 | 07 | 48 | 72 | 60 | 24 | 15 |
| 73 | 69 | 90 | 82 | 44 | 17 | 58 | 01 | 35 | 26 |
| 68 | 74 | 09 | 91 | 83 | 55 | 27 | 12 | 46 | 30 |
| 37 | 08 | 75 | 19 | 92 | 84 | 66 | 23 | 50 | 41 |
| 14 | 25 | 36 | 40 | 51 | 62 | 03 | 77 | 88 | 99 |
| 21 | 32 | 43 | 54 | 65 | 06 | 10 | 89 | 97 | 78 |
| 42 | 53 | 64 | 05 | 16 | 20 | 31 | 98 | 79 | 87 |

Позднее были обнаружены квадраты 14, 18 и т. д. порядков. В совместной статье (апрель 1959 года) трое названных выше первооткрывателей показали, что существуют греко-латинские квадраты любого порядка, кроме 2-го и 6-го.

## Задачи о греко-латинских квадратах
Сам Эйлер поставил задачу о нахождении квадрата 6 порядка так:
В 6 полках есть 36 офицеров 6 различных званий. Нужно так разместить их в паре, чтобы все офицеры в каждой колонне и шеренге были разных званий и из разных полков. Как уже было указано, такая задача неразрешима.
Другая задача звучит так:
нужно разложить 16 карт (валеты, дамы, короли и тузы разных мастей) так, чтобы в каждом ряду и столбце было по одной карте каждой масти и значения. Эта задача была известна ещё до Эйлера. Её решением будет любой греко-латинский квадрат порядка 4. Для этой задачи также есть варианты, в которых дополнительно требуется, чтобы на главных диагоналях выполнялись те же требования. В другом варианте требуется, чтобы цвета мастей шли в шахматном порядке. Все эти задачи имеют решения.

## Применение греко-латинских квадратов
Если есть система, на которую действуют 4 различных параметра (например воздействие N различных рекламных роликов на население N различных возрастных, социальных и этнических групп), которые могут принимать по N значений, нужно рассмотреть греко-латинский квадрат порядка N. Тогда параметры будут соответствовать ряду, столбцу, первому и второму числу. Таким образом можно провести {\displaystyle N^{2}} экспериментов, вместо {\displaystyle N^{4}} (в случае полного перебора вариантов)